# 川合千春
川合 千春（かわい ちはる、1973年4月22日 - ）は、日本の元女優、元声優。北海道函館市出身。血液型A型。

## 来歴・人物
札幌でスカウトされて上京。1990年、ファッション誌『PeeWee』（ソニー・マガジンズ）でモデルデビュー。1991年、昭和シェル石油の「セナに会いたい」キャンペーンCMで芸能界デビュー。1992年のサントリー鉄骨飲料、1993年のカネボウのキャンペーンCMにより、知名度があがり人気に火がつく。女優デビューは映画『くまちゃん』。以後も映画やテレビドラマなどで活躍。1998年にセミヌード写真集を発表。以降、端役ながらスレンダーな肢体を活かした、独特の役どころでドラマ、映画に多数出演。
2000年にアニメ『へろへろくん』で主人公・へろへろくんの声優を担当。
2007年3月、俳優のいしだ壱成との交際が発覚するが、2009年1月にはいしだが他の女性とも交際をしていたことが原因で破局。
2008年末に子宮頸がんの手術を受け、その後2010年以降は芸能活動の記録がない。2019年にはaRmaの不明権利者一覧に掲載され、消息がつかめなくなっている。

## 出演
太字はメインキャラクター。

### テレビドラマ
- ララバイ刑事'93 （1993年8月15日、テレビ朝日系）- 第12回「プール殺人の謎!! ワルに恋した刑事」
- お願いデーモン!（1993年11月-12月、フジテレビ系） - 魔亜子 役
- 危ない天使（1994年、名古屋テレビ・エリアコードドラマ）
- さんかくはぁと（1995年1月-3月、テレビ朝日系） - 木村麗 役
- 真・女神転生デビルサマナー（1997年10月-1998年3月、テレビ東京） - 麗鈴舫 役
- 世にも奇妙な物語'99春の特別編「パパラッチ」（1999年3月31日、フジテレビ系） - 沙夜子 役
- 古畑任三郎 第3シリーズ第9話（episode36）「追いつめられて（雲の中の死）」（1999年6月8日、フジテレビ系） - 市川由美子 役
- ラブ&ファイト（2001年9月-11月、TBS系・愛の劇場） - 一色藍 役
- 初体験 （2002年1月15日、フジテレビ系） - 第2回「恋の決断力」
- 団地奥様パック旅行事件簿2（2002年9月、テレビ東京系・女と愛とミステリー） - 永田宏美 役
- 真実を追う男（2002年11月、TBS系・月曜ミステリー劇場）- 香山晴美 役
- またのお越しを (2003年1月-3月、TBS系・愛の劇場) - 鈴木陽子 役
- 演技者。「狂い咲きヴァージンロード」（2003年4月、フジテレビ系）
- 事件記者冴子の殺人スクープ4（2003年11月、テレビ朝日系・土曜ワイド劇場） - 坂下梨花 役
- ラストシーン（2003年11月、TBS系・月曜ミステリー劇場）
- 相棒 Season 2（2004年1月28日、テレビ朝日系） - 第14話「氷女」宇野レナ 役
- 幻星神ジャスティライザー（2004年10月-2005年9月、テレビ東京系） - ノルン 役
- シェエラザード 海底に眠る永遠の愛（2004年7月、NHK）- 本多瑶子 役
- 鉄道捜査官4 愛と哀しみの飯田線（2004年9月、テレビ朝日系・土曜ワイド劇場） - 小林みどり 役
- GO!GO!HEAVEN!（2005年1月-3月、テレビ東京系） - 卑弥呼 役
- デビルシャドー（2007年1月-3月、KBSほか） - 森岡涼子 役
- 未来世紀シェイクスピア「真夏の夜の夢」（2008年12月15日・22日、関西テレビ） - タイテーニア 役

### 映画
- くまちゃん（1992年） - 中尾桂 役
- trancemission トランスミッション（1999年）
- 世界の終わりという名の雑貨店（2001年）
- リターナー（2002年） - 劉の通訳 役
- ロックンロールミシン（2002年）
- FREESTYLE SHORT MOVIES（2003年、オムニバス） - 堀江慶監督「ストロベリーフィールド」
- ラブドガン（2004年） - 葉山田聖子 役
- LOVEDEATH ラブデス（2006年）
- LOVE MY LIFE（2006年） - CDショップの客 役
- 口裂け女（2007年） - 佐々木真弓 役
- HEY JAPANESE! Do you believe PEACE,LOVE and UNDERSTANDING? 2008 2008年、イマドキジャパニーズよ。愛と平和と理解を信じるかい?（2008年）- 娼婦 役
- 戦闘少女 血の鉄仮面伝説（2010年） - 保健医・佐々原 役

### オリジナルビデオ
- ごろつき稼業 仕事人サブ（2000年）

### テレビアニメ
- へろへろくん（2000年 - 2001年、NHK教育） - へろへろくん

### CM
- 昭和シェル(1990年)
- サントリー「鉄骨飲料」 (1992年)
- カネボウ (1993年)
- レナウン (1994年)
- アコム (時期不明)

## 書籍
- ヌード 川合千春写真集（1998年10月、奥舜撮影、学習研究社） ISBN 4054010156